# Qualificazioni al Campionato mondiale maschile di pallacanestro 2019
Le Qualificazioni al Campionato mondiale maschile di pallacanestro 2019 hanno decretato le 31 nazionali qualificate al mondiale che si disputerà dal 31 agosto 2019 al 15 settembre 2019. La Cina partecipa al mondiale in quanto nazione ospitante.

## Squadre qualificate
| Squadra         | Qualificata                         | Qualificata       | Presenze | Presenze   | Presenze     | Miglior risultato                       | Classifica FIBA |
| Squadra         | Come                                | Data              | Ultima   | Precedenti | Serie aperta | Miglior risultato                       | Classifica FIBA |
| --------------- | ----------------------------------- | ----------------- | -------- | ---------- | ------------ | --------------------------------------- | --------------- |
| Cina            | Nazione ospitante                   | 7 agosto 2015     | 2010     | 8          | 1            | 8º posto (1994)                         |                 |
| Nigeria         | Top 2 Gruppo F Africa               | 15 settembre 2018 | 2006     | 2          | 1            | 13º posto (1998)                        |                 |
| Tunisia         | Top 2 Gruppo E Africa               | 15 settembre 2018 | 2010     | 1          | 1            | 21º posto (2010)                        |                 |
| Grecia          | Top 3 Gruppo L Europa               | 16 settembre 2018 | 2014     | 7          | 4            | 2º posto (2006)                         |                 |
| Germania        | Top 3 Gruppo L Europa               | 16 settembre 2018 | 2010     | 5          | 1            | 3º posto (2002)                         |                 |
| Rep. Ceca       | Top 3 Gruppo K Europa               | 16 settembre 2018 | —        | 0          | 1            | Esordiente                              |                 |
| Lituania        | Top 3 Gruppo J Europa               | 17 settembre 2018 | 2014     | 4          | 4            | 3º posto (2010)                         |                 |
| Australia       | Top 3 Gruppo F Asia Oceania         | 30 novembre 2018  | 2014     | 11         | 4            | 5º posto (1982, 1994)                   |                 |
| Francia         | Top 3 Gruppo K Europa               | 30 novembre 2018  | 2014     | 7          | 4            | 3º posto (2014)                         |                 |
| Angola          | Top 2 Gruppo E Africa               | 1º dicembre 2018  | 2014     | 7          | 5            | 10º posto (2006)                        |                 |
| Nuova Zelanda   | Top 3 Gruppo E Asia Oceania         | 2 dicembre 2018   | 2014     | 5          | 5            | 4º posto (2002)                         |                 |
| Corea del Sud   | Top 3 Gruppo E Asia Oceania         | 2 dicembre 2018   | 2014     | 7          | 2            | 11º posto (1970)                        |                 |
| Spagna          | Top 3 Gruppo I Europa               | 2 dicembre 2018   | 2014     | 11         | 10           | Campione (2006)                         |                 |
| Turchia         | Top 3 Gruppo I Europa               | 2 dicembre 2018   | 2014     | 4          | 5            | 2º posto (2010)                         |                 |
| Stati Uniti     | Top 3 Gruppo E Americhe             | 2 dicembre 2018   | 2014     | 17         | 18           | Campione (1954, 1986, 1994, 2010, 2014) |                 |
| Venezuela       | Top 3 Gruppo F Americhe             | 2 dicembre 2018   | 2014     | 3          | 1            | 11º posto (1990)                        |                 |
| Argentina       | Top 3 Gruppo E Americhe             | 2 dicembre 2018   | 2014     | 13         | 9            | Campione (1950)                         |                 |
| Canada          | Top 3 Gruppo F Americhe             | 3 dicembre 2018   | 2010     | 13         | 1            | 6º posto (1978, 1982)                   |                 |
| Brasile         | Top 3 Gruppo F Americhe             | 21 febbraio 2019  | 2014     | 17         | 18           | Campione (1959, 1963)                   |                 |
| Senegal         | Top 2 Gruppo F Africa               | 22 febbraio 2019  | 2014     | 4          | 2            | 14º posto (1978)                        |                 |
| Italia          | Top 3 Gruppo J Europa               | 22 febbraio 2019  | 2006     | 8          | 1            | 4º posto (1970, 1978)                   |                 |
| Polonia         | Top 3 Gruppo J Europa               | 22 febbraio 2019  | 1967     | 1          | 1            | 5º posto (1967)                         |                 |
| Russia          | Top 3 Gruppo K Europa               | 24 febbraio 2019  | 2010     | 4          | 1            | 2º posto (1994, 1998)                   |                 |
| Giappone        | Top 3 Gruppo F Asia Oceania         | 24 febbraio 2019  | 2006     | 4          | 1            | 11º posto (1967)                        |                 |
| Iran            | Top 3 Gruppo F Asia Oceania         | 24 febbraio 2019  | 2014     | 2          | 3            | 17º posto (2010)                        |                 |
| Filippine       | Migliore 4ª dei gruppi Asia Oceania | 24 febbraio 2019  | 2014     | 5          | 2            | 3º posto (1954)                         |                 |
| Serbia          | Top 3 Gruppo L Europa               | 24 febbraio 2019  | 2014     | 5          | 6            | Campione (1998, 2002)                   |                 |
| Giordania       | Top 3 Gruppo E Asia Oceania         | 24 febbraio 2019  | 2010     | 1          | 1            | 21º posto (2010)                        |                 |
| Costa d'Avorio  | Migliore 3ª dei gruppi Africa       | 24 febbraio 2019  | 2010     | 3          | 1            | 13º posto (1982)                        |                 |
| Montenegro      | Top 3 Gruppo I Europa               | 25 febbraio 2019  | —        | 0          | 1            | Esordiente                              |                 |
| Porto Rico      | Top 3 Gruppo E Americhe             | 25 febbraio 2019  | 2014     | 13         | 9            | 4º posto (1990)                         |                 |
| Rep. Dominicana | Migliore 4ª dei gruppi America      | 25 febbraio 2019  | 2014     | 2          | 2            | 12º posto (1978)                        |                 |

## Formato
A differenza delle passate edizioni la qualificazione al mondiale non avviene tramite i campionati continentali, ma dopo aver superato due gironi che si giocano nell'arco dei due anni precedenti. 
Le squadre sono divise in quattro zone: Americhe, Africa, Europa e Asia/Oceania, per ogni zona partecipano sedici squadre ad eccezione dell'Europa in cui le nazionali sono trentadue. Nella prima fase ci sono gruppi da quattro squadre che si affrontano in partite di andata e ritorno, le prime tre avanzano alla fase successiva. Nella seconda fase vengono formati dei gironi da sei, le squadre conservano i punti conquistati nel proprio girone della prima fase (inclusi quelli contro la squadra eliminata) e affrontano le tre squadre provenienti dall'altro girone in partite di andata e ritorno. Le migliori al termine del secondo girone si qualificano.
| Zona FIBA                | Squadre | Posti disponibili |
| ------------------------ | ------- | ----------------- |
| FIBA Africa              | 16      | 5                 |
| FIBA Americas            | 16      | 7                 |
| FIBA Asia / FIBA Oceania | 16      | 7                 |
| FIBA Europe              | 32      | 12                |
| Totale                   | 80      | 31                |

- Il 32º posto è assegnato alla Cina in quanto nazione ospitante.

## Calendario
| Turno         | Date                                                                       | Partecipanti       | Partecipanti       | Partecipanti       | Partecipanti           |
| ------------- | -------------------------------------------------------------------------- | ------------------ | ------------------ | ------------------ | ---------------------- |
| Turno         | Date                                                                       | Zona Africa        | Zona Americhe      | Zona Asia-Oceania  | Zona Europa            |
| Preliminari   | 2 - 19 agosto 2017                                                         | -                  | -                  | -                  | 13 (4 gruppi da 3 o 4) |
| Primo turno   | 23 - 27 novembre 2017 22 - 26 febbraio 2018 28 giugno - 2 luglio 2018      | 16 (4 gruppi da 4) | 16 (4 gruppi da 4) | 16 (4 gruppi da 4) | 32 (8 gruppi da 4)     |
| Secondo Turno | 13 - 17 settembre 2018 29 novembre - 3 dicembre 2018 21 - 25 febbraio 2019 | 12 (2 gruppi da 6) | 12 (2 gruppi da 6) | 12 (2 gruppi da 6) | 24 (4 gruppi da 6)     |

Il sorteggio del preliminare per la zona europea si è tenuto a Praga (in Repubblica Ceca) il 10 dicembre 2016.
Il sorteggio del primo turno delle qualificazioni delle 4 zone si è tenuto a Canton (in Cina) il 7 maggio 2017 durante una cerimonia organizzata dalla FIBA.

## Africa
Per la zona africana 16 squadre competono per cinque posti disponibili. Le nazionali partecipanti alle qualificazioni sono quelle che hanno disputato l'ultimo campionato africano. Dopo la rinuncia del Sudafrica è entrato nelle qualificazioni il Ciad.  Le squadre sono divise in gruppi da quattro, le prime tre di ognuno accedono alla seconda fase dove sono previsti gruppi da sei, in questi le partecipanti conservano i risultati ottenuti nel primo girone e incontrano le restanti tre avversarie. Al termine le prime due di ogni raggruppamento e la migliore terza sono qualificate al mondiale. Tutti i gironi prevedono partite di andata e ritorno.

### Primo turno

#### Gruppo A
| Pos. | Squadra | Pt | G | V | P | PF  | PS  | DP   |
| ---- | ------- | -- | - | - | - | --- | --- | ---- |
| 1.   | Tunisia | 12 | 6 | 6 | 0 | 499 | 315 | +184 |
| 2.   | Camerun | 10 | 6 | 4 | 2 | 438 | 381 | +57  |
| 3.   | Ciad    | 8  | 6 | 2 | 4 | 383 | 424 | -41  |
| 4.   | Guinea  | 6  | 6 | 0 | 6 | 336 | 536 | -200 |

| Squadra | Guinea (bandiera) | Ciad (bandiera) | Camerun (bandiera) | Tunisia (bandiera) |
| ------- | ----------------- | --------------- | ------------------ | ------------------ |
| Guinea  | —                 | 51 - 85         | 48 - 65            | 56 - 96            |
| Ciad    | 80 – 49           | —               | 60 - 65            | 46 - 85            |
| Camerun | 116 - 78          | 73 – 72         | —                  | 66 - 67            |
| Tunisia | 94 – 54           | 101 - 40        | 56 – 53            | —                  |

#### Gruppo B
| Pos. | Squadra | Pt | G | V | P | PF  | PS  | DP   |
| ---- | ------- | -- | - | - | - | --- | --- | ---- |
| 1.   | Nigeria | 12 | 6 | 6 | 0 | 605 | 387 | +218 |
| 2.   | Ruanda  | 9  | 6 | 3 | 3 | 434 | 519 | -85  |
| 3.   | Mali    | 8  | 6 | 2 | 4 | 428 | 487 | -59  |
| 4.   | Uganda  | 7  | 6 | 1 | 5 | 466 | 540 | -74  |

| Squadra | Uganda (bandiera) | Ruanda (bandiera) | Mali (bandiera) | Nigeria (bandiera) |
| ------- | ----------------- | ----------------- | --------------- | ------------------ |
| Uganda  | —                 | 79 – 63           | 80 – 95         | 86 – 102           |
| Ruanda  | 92 – 79           | —                 | 74 – 70         | 70 – 111           |
| Mali    | 79 – 76           | 72 – 82           | —               | 59 – 82            |
| Nigeria | 109 – 66          | 108 – 53          | 93 – 53         | —                  |

#### Gruppo C
| Pos. | Squadra      | Pt | G | V | P | PF  | PS  | DP  |
| ---- | ------------ | -- | - | - | - | --- | --- | --- |
| 1.   | Angola       | 10 | 6 | 4 | 2 | 371 | 369 | +2  |
| 2.   | Egitto       | 9  | 6 | 3 | 3 | 376 | 387 | -11 |
| 3.   | Marocco      | 9  | 6 | 3 | 3 | 392 | 374 | +18 |
| 4.   | RD del Congo | 8  | 6 | 2 | 4 | 407 | 406 | +1  |

| Squadra      | RD del Congo (bandiera) | Angola (bandiera) | Marocco (bandiera) | Egitto (bandiera) |
| ------------ | ----------------------- | ----------------- | ------------------ | ----------------- |
| RD del Congo | —                       | 64 - 73           | 58 – 61            | 61 - 65           |
| Angola       | 56 – 66                 | —                 | 62 - 56            | 65 – 58           |
| Marocco      | 88 - 81                 | 61 – 47           | —                  | 63 - 67           |
| Egitto       | 63 – 77                 | 64 - 68           | 59 – 53            | —                 |

#### Gruppo D
| Pos. | Squadra            | Pt | G | V | P | PF  | PS  | DP  |
| ---- | ------------------ | -- | - | - | - | --- | --- | --- |
| 1.   | Senegal            | 11 | 6 | 5 | 1 | 425 | 390 | +35 |
| 2.   | Rep. Centrafricana | 9  | 6 | 3 | 3 | 403 | 405 | -2  |
| 3.   | Costa d'Avorio     | 8  | 6 | 2 | 4 | 365 | 369 | -4  |
| 4.   | Mozambico          | 8  | 6 | 2 | 4 | 348 | 377 | -29 |

| Squadra            | Senegal (bandiera) | Mozambico (bandiera) | Costa d'Avorio (bandiera) | Rep. Centrafricana (bandiera) |
| ------------------ | ------------------ | -------------------- | ------------------------- | ----------------------------- |
| Senegal            | —                  | 60 – 52              | 66 – 61                   | 70 – 65                       |
| Mozambico          | 63 – 78            | —                    | 66 – 53                   | 63 – 72                       |
| Costa d'Avorio     | 67 – 60            | 62 – 45              | —                         | 62 – 63                       |
| Rep. Centrafricana | 82 – 91            | 52 – 59              | 69 – 60                   | —                             |

### Secondo turno
I risultati in corsivo sono i risultati del primo turno di qualificazione.

#### Gruppo E
| Pos. | Squadra | Pt | G  | V  | P | PF  | PS  | DP   |
| ---- | ------- | -- | -- | -- | - | --- | --- | ---- |
| 1.   | Tunisia | 22 | 12 | 10 | 2 | 933 | 669 | +264 |
| 2.   | Angola  | 21 | 12 | 9  | 3 | 829 | 748 | +81  |
| 3.   | Camerun | 19 | 12 | 7  | 5 | 872 | 794 | +78  |
| 4.   | Egitto  | 19 | 12 | 7  | 5 | 802 | 799 | +3   |
| 5.   | Marocco | 16 | 12 | 4  | 8 | 739 | 789 | -50  |
| 6.   | Ciad    | 15 | 12 | 3  | 9 | 721 | 898 | -177 |

| Squadra | Angola (bandiera) | Camerun (bandiera) | Ciad (bandiera) | Egitto (bandiera) | Marocco (bandiera) | Tunisia (bandiera) |
| ------- | ----------------- | ------------------ | --------------- | ----------------- | ------------------ | ------------------ |
| Angola  | —                 | 83-76              | 90-50           | 65-58             | 62-56              | 69-63              |
| Camerun | 73-77             | —                  | 73-72           | 58-62             | 84-74              | 66-67              |
| Ciad    | 33-75             | 60-65              | —               | 58-85             | 69-63              | 46-85              |
| Egitto  | 64-68             | 60-80              | 99-83           | —                 | 59-53              | 73-64              |
| Marocco | 61-47             | 57-63              | 62-45           | 63-67             | —                  | 50-65              |
| Tunisia | 84-64             | 56-53              | 101-40          | 69-47             | 89-51              | —                  |

#### Gruppo F
| Pos. | Squadra            | Pt | G  | V  | P | PF   | PS  | DP   |
| ---- | ------------------ | -- | -- | -- | - | ---- | --- | ---- |
| 1.   | Nigeria            | 22 | 12 | 10 | 2 | 1073 | 805 | +268 |
| 2.   | Senegal            | 22 | 12 | 10 | 2 | 889  | 781 | +108 |
| 3.   | Costa d'Avorio     | 19 | 12 | 7  | 5 | 806  | 720 | +86  |
| 4.   | Rep. Centrafricana | 18 | 12 | 6  | 6 | 816  | 844 | -28  |
| 5.   | Ruanda             | 15 | 12 | 3  | 9 | 807  | 997 | -190 |
| 6.   | Mali               | 15 | 12 | 3  | 9 | 768  | 909 | -141 |

| Squadra            | Costa d'Avorio (bandiera) | Mali (bandiera) | Nigeria (bandiera) | Rep. Centrafricana (bandiera) | Ruanda (bandiera) | Senegal (bandiera) |
| ------------------ | ------------------------- | --------------- | ------------------ | ----------------------------- | ----------------- | ------------------ |
| Costa d'Avorio     | —                         | 69-49           | 73-84              | 62-63                         | 87-60             | 67-60              |
| Mali               | 59-69                     | —               | 59-82              | 57-75                         | 72-82             | 71-82              |
| Nigeria            | 46-72                     | 93-53           | —                  | 114-69                        | 108-53            | 89-61              |
| Rep. Centrafricana | 69-60                     | 65-66           | 59-72              | —                             | 77-69             | 82-91              |
| Ruanda             | 53-71                     | 74-70           | 70-111             | 61-68                         | —                 | 41-81              |
| Senegal            | 66-61                     | 62-38           | 84-63              | 70-65                         | 94-89             | —                  |

#### Migliore 3º posto
Delle squadre classificatesi al 3º posto dei due rispettivi gironi, si qualifica alla Coppa del Mondo quella migliore.
| Pos. | Gir | Squadra        | Pt | G  | V | P | PF  | PS  | DP  |
| ---- | --- | -------------- | -- | -- | - | - | --- | --- | --- |
| 1.   | F   | Costa d'Avorio | 19 | 12 | 7 | 5 | 806 | 720 | +86 |
| 2.   | E   | Camerun        | 19 | 12 | 7 | 5 | 872 | 794 | +78 |

## Americhe
Per la zona americana 16 squadre competono per sette posti disponibili. Le nazionali partecipanti alle qualificazioni sono le prime sette dei campionati sudamericani 2016 e dei campionati centramericani 2016, più le due nazionali nordamericane. Le squadre sono divise in gruppi da quattro, le prime tre di ognuno accedono alla seconda fase dove sono previsti gruppi da sei, in questi le partecipanti conservano i risultati ottenuti nel primo girone e incontrano le restanti tre avversarie. Al termine le prime tre di ogni raggruppamento e la migliore quarta sono qualificate al mondiale. Tutti i gironi prevedono partite di andata e ritorno.

### Primo turno

#### Gruppo A
| Pos. | Squadra   | Pt | G | V | P | PF  | PS  | DP   |
| ---- | --------- | -- | - | - | - | --- | --- | ---- |
| 1.   | Argentina | 11 | 6 | 5 | 1 | 519 | 391 | +128 |
| 2.   | Uruguay   | 10 | 6 | 4 | 2 | 432 | 442 | -10  |
| 3.   | Panama    | 9  | 6 | 3 | 3 | 436 | 445 | -9   |
| 4.   | Paraguay  | 6  | 6 | 0 | 6 | 351 | 460 | -109 |

| Squadra   | Argentina (bandiera) | Panama (bandiera) | Paraguay (bandiera) | Uruguay (bandiera) |
| --------- | -------------------- | ----------------- | ------------------- | ------------------ |
| Argentina | —                    | 87 – 62           | 96 – 63             | 83 – 88            |
| Panama    | 59 – 68              | —                 | 82 – 62             | 86 – 75            |
| Paraguay  | 61 – 83              | 67 – 74           | —                   | 49 – 58            |
| Uruguay   | 58 – 102             | 86 – 73           | 67 – 49             | —                  |

#### Gruppo B
| Pos. | Squadra   | Pt | G | V | P | PF  | PS  | DP  |
| ---- | --------- | -- | - | - | - | --- | --- | --- |
| 1.   | Venezuela | 11 | 6 | 5 | 1 | 437 | 368 | +69 |
| 2.   | Brasile   | 11 | 6 | 5 | 1 | 479 | 383 | +96 |
| 3.   | Cile      | 7  | 6 | 1 | 5 | 379 | 456 | -77 |
| 4.   | Colombia  | 7  | 6 | 1 | 5 | 393 | 481 | -88 |

| Squadra   | Venezuela (bandiera) | Cile (bandiera) | Colombia (bandiera) | Brasile (bandiera) |
| --------- | -------------------- | --------------- | ------------------- | ------------------ |
| Venezuela | —                    | 77 – 56         | 85 - 71             | 72 - 56            |
| Cile      | 51 - 70              | —               | 67 - 71             | 73 - 86            |
| Colombia  | 62 - 73              | 69 - 74         | —                   | 71 - 98            |
| Brasile   | 72 - 60              | 83 - 58         | 84 – 49             | —                  |

#### Gruppo C
| Pos. | Squadra     | Pt | G | V | P | PF  | PS  | DP   |
| ---- | ----------- | -- | - | - | - | --- | --- | ---- |
| 1.   | Stati Uniti | 11 | 6 | 5 | 1 | 506 | 396 | +110 |
| 2.   | Porto Rico  | 10 | 6 | 4 | 2 | 516 | 479 | +37  |
| 3.   | Messico     | 9  | 6 | 3 | 3 | 439 | 463 | -24  |
| 4.   | Cuba        | 6  | 6 | 0 | 6 | 380 | 503 | -123 |

| Squadra     | Cuba (bandiera) | Messico (bandiera) | Porto Rico (bandiera) | Stati Uniti (bandiera) |
| ----------- | --------------- | ------------------ | --------------------- | ---------------------- |
| Cuba        | —               | 52 – 75            | 72 – 95               | 62 – 93                |
| Messico     | 72 – 66         | —                  | 80 – 100              | 78 – 70                |
| Porto Rico  | 84 – 80         | 84 – 79            | —                     | 78 – 85                |
| Stati Uniti | 84 – 48         | 91 – 55            | 83 – 75               | —                      |

#### Gruppo D
| Pos. | Squadra                 | Pt | G | V | P | PF  | PS  | DP   |
| ---- | ----------------------- | -- | - | - | - | --- | --- | ---- |
| 1.   | Canada                  | 11 | 6 | 5 | 1 | 596 | 443 | +153 |
| 2.   | Rep. Dominicana         | 10 | 6 | 4 | 2 | 539 | 493 | +46  |
| 3.   | Isole Vergini Americane | 8  | 6 | 2 | 4 | 509 | 588 | -79  |
| 4.   | Bahamas                 | 7  | 6 | 1 | 5 | 441 | 561 | -120 |

| Squadra                 | Canada (bandiera) | Isole Vergini Americane (bandiera) | Rep. Dominicana (bandiera) | Bahamas (bandiera) |
| ----------------------- | ----------------- | ---------------------------------- | -------------------------- | ------------------ |
| Canada                  | —                 | 99 – 69                            | 97 - 61                    | 93 - 69            |
| Isole Vergini Americane | 89 – 118          | —                                  | 85 – 113                   | 84 - 74            |
| Rep. Dominicana         | 88 – 76           | 99 - 89                            | —                          | 82 – 83            |
| Bahamas                 | 67 – 113          | 85 – 93                            | 63 – 96                    | —                  |

### Secondo turno
I risultati in corsivo sono i risultati del primo turno di qualificazione.

#### Gruppo E
| Pos. | Squadra     | Pt | G  | V  | P | PF   | PS  | DP   |
| ---- | ----------- | -- | -- | -- | - | ---- | --- | ---- |
| 1.   | Stati Uniti | 22 | 12 | 10 | 2 | 1034 | 814 | +220 |
| 2.   | Argentina   | 21 | 12 | 9  | 3 | 1037 | 854 | +183 |
| 3.   | Porto Rico  | 20 | 12 | 8  | 4 | 967  | 939 | +28  |
| 4.   | Uruguay     | 18 | 12 | 6  | 6 | 824  | 909 | -85  |
| 5.   | Messico     | 17 | 12 | 5  | 7 | 875  | 903 | -28  |
| 6.   | Panama      | 16 | 12 | 4  | 8 | 844  | 930 | -86  |

| Squadra     | Argentina (bandiera) | Stati Uniti (bandiera) | Porto Rico (bandiera) | Uruguay (bandiera) | Panama (bandiera) | Messico (bandiera) |
| ----------- | -------------------- | ---------------------- | --------------------- | ------------------ | ----------------- | ------------------ |
| Argentina   | —                    | 80-63                  | 106-84                | 83-88              | 87-62             | 85-71              |
| Stati Uniti | 84-83                | —                      | 83-75                 | 114-57             | 111-80            | 91-55              |
| Porto Rico  | 87-86                | 78-85                  | —                     | 65-61              | 82-73             | 84-79              |
| Uruguay     | 58-102               | 70-78                  | 64-62                 | —                  | 86-73             | 63-60              |
| Panama      | 59-68                | 48-78                  | 70-71                 | 86-75              | —                 | 76-65              |
| Messico     | 74-78                | 78-70                  | 80-100                | 88-77              | 78-61             | —                  |

#### Gruppo F
| Pos. | Squadra                 | Pt | G  | V  | P  | PF   | PS   | DP   |
| ---- | ----------------------- | -- | -- | -- | -- | ---- | ---- | ---- |
| 1.   | Canada                  | 22 | 12 | 10 | 2  | 1115 | 833  | +282 |
| 2.   | Venezuela               | 21 | 12 | 9  | 3  | 886  | 838  | +48  |
| 3.   | Brasile                 | 21 | 12 | 9  | 3  | 918  | 787  | +131 |
| 4.   | Rep. Dominicana         | 19 | 12 | 7  | 5  | 979  | 921  | +58  |
| 5.   | Cile                    | 14 | 12 | 2  | 10 | 737  | 897  | -160 |
| 6.   | Isole Vergini Americane | 14 | 12 | 3  | 9  | 865  | 1016 | -151 |

| Squadra                 | Venezuela (bandiera) | Brasile (bandiera) | Canada (bandiera) | Rep. Dominicana (bandiera) | Isole Vergini Americane (bandiera) | Cile (bandiera) |
| ----------------------- | -------------------- | ------------------ | ----------------- | -------------------------- | ---------------------------------- | --------------- |
| Venezuela               | —                    | 72-56              | 84-76             | 79-78                      | 87-73                              | 77-56           |
| Brasile                 | 72-60                | —                  | 67-94             | 100-82                     | 20-0                               | 83-58           |
| Canada                  | 95-55                | 85-77              | —                 | 97-61                      | 99-69                              | 85-46           |
| Rep. Dominicana         | 72-67                | 63-71              | 88-76             | —                          | 99-89                              | 71-46           |
| Isole Vergini Americane | 76-77                | 80-104             | 89-118            | 85-113                     | —                                  | 64-59           |
| Cile                    | 51-70                | 73-86              | 61-84             | 65-74                      | 81-63                              | —               |

#### Migliore 4º posto
Delle squadre classificatesi al 4º posto dei due rispettivi gironi, si qualifica alla Coppa del Mondo quella migliore.
| Pos. | Gir | Squadra         | Pt | G  | V | P | PF  | PS  | DP  |
| ---- | --- | --------------- | -- | -- | - | - | --- | --- | --- |
| 1.   | F   | Rep. Dominicana | 19 | 12 | 7 | 5 | 979 | 921 | +58 |
| 2.   | E   | Uruguay         | 18 | 12 | 6 | 6 | 824 | 909 | -85 |

## Asia Oceania
Per la zona asiatica oceaniana 16 squadre competono per sette posti disponibili. Le nazionali partecipanti alle qualificazioni sono quelle che hanno disputato l'ultimo campionato asiatico. Le squadre sono divise in gruppi da quattro, le prime tre di ognuno accedono alla seconda fase dove sono previsti gruppi da sei, in questi le partecipanti conservano i risultati ottenuti nel primo girone e incontrano le restanti tre avversarie. Al termine le prime tre di ogni raggruppamento e la migliore quarta sono qualificate al mondiale. Tutti i gironi prevedono partite di andata e ritorno.

### Primo turno

#### Gruppo A
| Pos. | Squadra       | Pt | G | V | P | PF  | PS  | DP   |
| ---- | ------------- | -- | - | - | - | --- | --- | ---- |
| 1.   | Nuova Zelanda | 11 | 6 | 5 | 1 | 579 | 439 | +140 |
| 2.   | Corea del Sud | 10 | 6 | 4 | 2 | 530 | 502 | +28  |
| 3.   | Cina          | 9  | 6 | 3 | 3 | 503 | 414 | +89  |
| 4.   | Hong Kong     | 6  | 6 | 0 | 6 | 404 | 661 | -257 |

| Squadra       | Cina (bandiera) | Nuova Zelanda (bandiera) | Corea del Sud (bandiera) | Hong Kong (bandiera) |
| ------------- | --------------- | ------------------------ | ------------------------ | -------------------- |
| Cina          | —               | 73 – 82                  | 74 - 82                  | 96 - 44              |
| Nuova Zelanda | 67 – 57         | —                        | 80 - 86                  | 124 - 65             |
| Corea del Sud | 81 - 92         | 84 – 93                  | —                        | 93 – 72              |
| Hong Kong     | 58 – 111        | 74 - 133                 | 91 – 104                 | —                    |

#### Gruppo B
| Pos. | Squadra       | Pt | G | V | P | PF  | PS  | DP   |
| ---- | ------------- | -- | - | - | - | --- | --- | ---- |
| 1.   | Australia     | 11 | 6 | 5 | 1 | 525 | 392 | +133 |
| 2.   | Filippine     | 10 | 6 | 4 | 2 | 470 | 482 | -12  |
| 3.   | Giappone      | 8  | 6 | 2 | 4 | 469 | 464 | +5   |
| 4.   | Taipei cinese | 7  | 6 | 1 | 5 | 426 | 552 | -126 |

| Squadra       | Giappone (bandiera) | Taipei cinese (bandiera) | Australia (bandiera) | Filippine (bandiera) |
| ------------- | ------------------- | ------------------------ | -------------------- | -------------------- |
| Giappone      | —                   | 69 – 70                  | 79 – 78              | 71 - 77              |
| Taipei cinese | 68 – 108            | —                        | 66 - 104             | 71 – 93              |
| Australia     | 82 - 58             | 88 – 68                  | —                    | 84 – 68              |
| Filippine     | 89 – 84             | 90 - 83                  | 53 – 89              | —                    |

#### Gruppo C
| Pos. | Squadra   | Pt | G | V | P | PF  | PS  | DP   |
| ---- | --------- | -- | - | - | - | --- | --- | ---- |
| 1.   | Giordania | 11 | 6 | 5 | 1 | 575 | 452 | +123 |
| 2.   | Libano    | 11 | 6 | 5 | 1 | 531 | 398 | +133 |
| 3.   | Siria     | 8  | 6 | 2 | 4 | 402 | 503 | -101 |
| 4.   | India     | 6  | 6 | 0 | 6 | 413 | 568 | -155 |

| Squadra   | Siria (bandiera) | Libano (bandiera) | India (bandiera) | Giordania (bandiera) |
| --------- | ---------------- | ----------------- | ---------------- | -------------------- |
| Siria     | —                | 63 – 87           | 81 – 76          | 72 – 109             |
| Libano    | 87 – 50          | —                 | 107 – 72         | 77 – 76              |
| India     | 57 – 74          | 50 – 90           | —                | 88 – 102             |
| Giordania | 87 – 62          | 87 – 83           | 114 – 70         | —                    |

#### Gruppo D
| Pos. | Squadra    | Pt | G | V | P | PF  | PS  | DP   |
| ---- | ---------- | -- | - | - | - | --- | --- | ---- |
| 1.   | Iran       | 11 | 6 | 5 | 1 | 454 | 351 | +103 |
| 2.   | Kazakistan | 9  | 6 | 3 | 3 | 420 | 436 | -16  |
| 3.   | Qatar      | 8  | 6 | 2 | 4 | 408 | 465 | -57  |
| 4.   | Iraq       | 8  | 6 | 2 | 4 | 412 | 442 | -30  |

| Squadra    | Iraq (bandiera) | Qatar (bandiera) | Kazakistan (bandiera) | Iran (bandiera) |
| ---------- | --------------- | ---------------- | --------------------- | --------------- |
| Iraq       | —               | 66 – 77          | 64 – 50               | 74 - 66         |
| Qatar      | 84 – 79         | —                | 70 - 82               | 75 – 77         |
| Kazakistan | 82 - 76         | 96 – 63          | —                     | 54 – 75         |
| Iran       | 83 – 53         | 65 - 39          | 88 – 56               | —               |

### Secondo turno
I risultati in corsivo sono i risultati del primo turno di qualificazione.

#### Gruppo E
| Pos. | Squadra       | Pt | G  | V  | P  | PF   | PS   | DP   |
| ---- | ------------- | -- | -- | -- | -- | ---- | ---- | ---- |
| 1.   | Nuova Zelanda | 22 | 12 | 10 | 2  | 1090 | 861  | +229 |
| 2.   | Corea del Sud | 22 | 12 | 10 | 2  | 1062 | 927  | +135 |
| 3.   | Giordania     | 19 | 12 | 7  | 5  | 1037 | 951  | +86  |
| 4.   | Cina          | 19 | 12 | 7  | 5  | 1004 | 834  | +170 |
| 5.   | Libano        | 18 | 12 | 6  | 6  | 945  | 858  | +87  |
| 6.   | Siria         | 14 | 12 | 2  | 10 | 793  | 1088 | -295 |

| Squadra       | Nuova Zelanda (bandiera) | Libano (bandiera) | Giordania (bandiera) | Corea del Sud (bandiera) | Cina (bandiera) | Siria (bandiera) |
| ------------- | ------------------------ | ----------------- | -------------------- | ------------------------ | --------------- | ---------------- |
| Nuova Zelanda | —                        | 63-60             | 95-69                | 80-86                    | 67-57           | 97-74            |
| Libano        | 67-69                    | —                 | 77-76                | 72-84                    | 92-88           | 87-50            |
| Giordania     | 86-80                    | 87-83             | —                    | 75-86                    | 86-62           | 87-62            |
| Corea del Sud | 84-93                    | 84-71             | 88-67                | —                        | 81-92           | 103-66           |
| Cina          | 73-82                    | 72-52             | 88-79                | 74-82                    | —               | 101-52           |
| Siria         | 66-107                   | 63-87             | 72-109               | 74-87                    | 59-90           | —                |

#### Gruppo F
| Pos. | Squadra    | Pt | G  | V  | P  | PF   | PS   | DP   |
| ---- | ---------- | -- | -- | -- | -- | ---- | ---- | ---- |
| 1.   | Australia  | 22 | 12 | 10 | 2  | 1055 | 727  | +328 |
| 2.   | Giappone   | 20 | 12 | 8  | 4  | 988  | 844  | +144 |
| 3.   | Iran       | 20 | 12 | 8  | 4  | 890  | 811  | +79  |
| 4.   | Filippine  | 19 | 12 | 7  | 5  | 970  | 935  | +35  |
| 5.   | Kazakistan | 16 | 12 | 4  | 8  | 828  | 963  | -135 |
| 6.   | Qatar      | 14 | 12 | 2  | 10 | 732  | 1027 | -295 |

| Squadra    | Australia (bandiera) | Iran (bandiera) | Filippine (bandiera) | Kazakistan (bandiera) | Giappone (bandiera) | Qatar (bandiera) |
| ---------- | -------------------- | --------------- | -------------------- | --------------------- | ------------------- | ---------------- |
| Australia  | —                    | 76-47           | 84-68                | 94-41                 | 82-58               | 110-59           |
| Iran       | 85-74                | —               | 81-73                | 88-56                 | 89-97               | 65-39            |
| Filippine  | 53-89                | 70-78           | —                    | 88-92                 | 89-84               | 92-81            |
| Kazakistan | 60-81                | 54-75           | 75-93                | —                     | 70-85               | 96-63            |
| Giappone   | 79-78                | 70-56           | 71-77                | 86-70                 | —                   | 85-47            |
| Qatar      | 43-95                | 56-77           | 46-84                | 70-82                 | 48-96               | —                |

#### Migliore 4º posto
Delle squadre classificatesi al 4º posto dei due rispettivi gironi, si qualifica alla Coppa del Mondo quella migliore
| Pos. | Gir | Squadra   | Pt | G  | V | P | PF  | PS  | DP  |
| ---- | --- | --------- | -- | -- | - | - | --- | --- | --- |
| 1.   | F   | Filippine | 19 | 12 | 7 | 5 | 970 | 935 | +35 |
| 2.   | E   | Libano    | 18 | 12 | 6 | 6 | 945 | 858 | +87 |

## Europa
Per la zona europea 32 squadre competono per dodici posti disponibili. Le nazionali partecipanti alle qualificazioni sono le 24 che hanno disputato l'ultimo campionato europeo più le otto che provengono dai preliminari. Ai preliminari si sono registrate tredici squadre che sono state distribuite in quattro gironi, le prime due di ognuno accedono alle qualifiche per il mondiale. Le 32 nazionali sono divise in gruppi da quattro, le prime tre di ognuno accedono alla seconda fase. Nel secondo turno sono previsti gruppi da sei, le squadre conservano i risultati ottenuti nel primo girone e incontrano le restanti tre avversarie. Al termine le prime tre di ogni raggruppamento sono qualificate al mondiale. Tutti i gironi prevedono partite di andata e ritorno. Le ventiquattro squadre che partecipano al secondo turno sono ammesse direttamente alle qualificazioni per il campionato europeo del 2021, mentre quelle sconfitte ai preliminari e al primo turno dovranno affrontare rispettivamente il primo e il secondo turno dei preliminari. 

### Preliminari

#### Gruppo A
| Pos. | Squadra              | Pt | G | V | P | PF  | PS  | DP  |
| ---- | -------------------- | -- | - | - | - | --- | --- | --- |
| 1.   | Svezia               | 10 | 6 | 4 | 2 | 476 | 447 | +29 |
| 2.   | Bosnia ed Erzegovina | 10 | 6 | 4 | 2 | 502 | 465 | +37 |
| 3.   | Armenia              | 9  | 6 | 3 | 3 | 470 | 482 | -12 |
| 4.   | Slovacchia           | 7  | 6 | 1 | 5 | 434 | 488 | -54 |

| Squadra              | Svezia (bandiera) | Bosnia ed Erzegovina (bandiera) | Armenia (bandiera) | Slovacchia (bandiera) |
| -------------------- | ----------------- | ------------------------------- | ------------------ | --------------------- |
| Svezia               | —                 | 81 – 73                         | 93 – 70            | 86 – 82               |
| Bosnia ed Erzegovina | 72 – 88           | —                               | 98 – 85            | 84 – 71               |
| Armenia              | 82 – 69           | 66 – 83                         | —                  | 75 – 61               |
| Slovacchia           | 68 – 59           | 74 – 92                         | 78 – 92            | —                     |

#### Gruppo B
| Pos. | Squadra     | Pt | G | V | P | PF  | PS  | DP   |
| ---- | ----------- | -- | - | - | - | --- | --- | ---- |
| 1.   | Paesi Bassi | 7  | 4 | 3 | 1 | 352 | 264 | +88  |
| 2.   | Austria     | 7  | 4 | 3 | 1 | 326 | 264 | +62  |
| 3.   | Albania     | 4  | 4 | 0 | 4 | 228 | 378 | -150 |

| Squadra     | Paesi Bassi (bandiera) | Austria (bandiera) | Albania (bandiera) |
| ----------- | ---------------------- | ------------------ | ------------------ |
| Paesi Bassi | —                      | 71 – 78            | 91 – 77            |
| Austria     | 72 – 79                | —                  | 97 – 63            |
| Albania     | 37 –111                | 51 – 79            | –                  |

#### Gruppo C
| Pos. | Squadra            | Pt | G | V | P | PF  | PS  | DP  |
| ---- | ------------------ | -- | - | - | - | --- | --- | --- |
| 1.   | Estonia            | 7  | 4 | 3 | 1 | 299 | 266 | +33 |
| 2.   | Kosovo             | 6  | 4 | 2 | 2 | 271 | 300 | -29 |
| 3.   | Macedonia del Nord | 5  | 4 | 1 | 3 | 296 | 300 | -4  |

| Squadra            | Estonia (bandiera) | Kosovo (bandiera) | Macedonia del Nord (bandiera) |
| ------------------ | ------------------ | ----------------- | ----------------------------- |
| Estonia            | —                  | 76 – 50           | 74 – 65                       |
| Kosovo             | 75 – 69            | —                 | 72 – 68                       |
| Macedonia del Nord | 76 – 80            | 87 – 74           | —                             |

#### Gruppo D
| Pos. | Squadra     | Pt | G | V | P | PF  | PS  | DP  |
| ---- | ----------- | -- | - | - | - | --- | --- | --- |
| 1.   | Bulgaria    | 8  | 4 | 4 | 0 | 335 | 274 | +61 |
| 2.   | Bielorussia | 5  | 4 | 1 | 3 | 294 | 316 | -22 |
| 3.   | Portogallo  | 5  | 4 | 1 | 3 | 290 | 329 | -39 |

| Squadra     | Bulgaria (bandiera) | Bielorussia (bandiera) | Portogallo (bandiera) |
| ----------- | ------------------- | ---------------------- | --------------------- |
| Bulgaria    | —                   | 78 – 68                | 91 – 65               |
| Bielorussia | 70 – 84             | —                      | 78 – 75               |
| Portogallo  | 71 – 82             | 79 – 78                | —                     |

### Primo turno

#### Gruppo A
| Pos. | Squadra     | Pt | G | V | P | PF  | PS  | DP  |
| ---- | ----------- | -- | - | - | - | --- | --- | --- |
| 1.   | Spagna      | 12 | 6 | 6 | 0 | 497 | 431 | +66 |
| 2.   | Montenegro  | 9  | 6 | 3 | 3 | 454 | 443 | +11 |
| 3.   | Slovenia    | 8  | 6 | 2 | 4 | 484 | 492 | -8  |
| 4.   | Bielorussia | 7  | 6 | 1 | 5 | 445 | 514 | -69 |

| Squadra     | Montenegro (bandiera) | Slovenia (bandiera) | Bielorussia (bandiera) | Spagna (bandiera) |
| ----------- | --------------------- | ------------------- | ---------------------- | ----------------- |
| Montenegro  | —                     | 63 – 75             | 80 - 69                | 66 - 79           |
| Slovenia    | 74 – 87               | —                   | 87 - 74                | 72 - 83           |
| Bielorussia | 67 - 91               | 93 – 92             | —                      | 82 – 84           |
| Spagna      | 79 – 67               | 92 - 84             | 80 – 60                | —                 |

#### Gruppo B
| Pos. | Squadra  | Pt | G | V | P | PF  | PS  | DP  |
| ---- | -------- | -- | - | - | - | --- | --- | --- |
| 1.   | Turchia  | 10 | 6 | 4 | 2 | 437 | 389 | +48 |
| 2.   | Lettonia | 10 | 6 | 4 | 2 | 477 | 453 | +24 |
| 3.   | Ucraina  | 9  | 6 | 3 | 3 | 440 | 450 | -10 |
| 4.   | Svezia   | 7  | 6 | 1 | 5 | 398 | 460 | -62 |

| Squadra  | Svezia (bandiera) | Turchia (bandiera) | Lettonia (bandiera) | Ucraina (bandiera) |
| -------- | ----------------- | ------------------ | ------------------- | ------------------ |
| Svezia   | —                 | 59 – 58            | 72 - 82             | 76 - 84            |
| Turchia  | 77 – 52           | —                  | 85 - 73             | 80 - 66            |
| Lettonia | 82 - 73           | 79 – 70            | —                   | 68 – 82            |
| Ucraina  | 77 – 66           | 60 - 67            | 71 – 93             | —                  |

#### Gruppo C
| Pos. | Squadra  | Pt | G | V | P | PF  | PS  | DP   |
| ---- | -------- | -- | - | - | - | --- | --- | ---- |
| 1.   | Lituania | 12 | 6 | 6 | 0 | 512 | 352 | +160 |
| 2.   | Polonia  | 9  | 6 | 3 | 3 | 436 | 410 | +26  |
| 3.   | Ungheria | 9  | 6 | 3 | 3 | 414 | 421 | -7   |
| 4.   | Kosovo   | 6  | 6 | 0 | 6 | 384 | 563 | -179 |

| Squadra  | Polonia (bandiera) | Kosovo (bandiera) | Lituania (bandiera) | Ungheria (bandiera) |
| -------- | ------------------ | ----------------- | ------------------- | ------------------- |
| Polonia  | —                  | 90 – 62           | 61 - 79             | 70 - 60             |
| Kosovo   | 70 – 103           | —                 | 61 - 99             | 65 - 81             |
| Lituania | 75 - 55            | 106 – 50          | —                   | 80 – 75             |
| Ungheria | 64 – 57            | 84 - 76           | 50 – 73             | —                   |

#### Gruppo D
| Pos. | Squadra     | Pt | G | V | P | PF  | PS  | DP  |
| ---- | ----------- | -- | - | - | - | --- | --- | --- |
| 1.   | Italia      | 10 | 6 | 4 | 2 | 474 | 405 | +69 |
| 2.   | Paesi Bassi | 9  | 6 | 3 | 3 | 434 | 416 | +18 |
| 3.   | Croazia     | 9  | 6 | 3 | 3 | 431 | 419 | +12 |
| 4.   | Romania     | 8  | 6 | 2 | 4 | 368 | 467 | -99 |

| Squadra     | Italia (bandiera) | Paesi Bassi (bandiera) | Croazia (bandiera) | Romania (bandiera) |
| ----------- | ----------------- | ---------------------- | ------------------ | ------------------ |
| Italia      | —                 | 80 – 62                | 72 – 78            | 75 - 70            |
| Paesi Bassi | 81 – 66           | —                      | 68 - 61            | 77 - 52            |
| Croazia     | 64 - 80           | 82 – 78                | —                  | 56 – 58            |
| Romania     | 50 – 101          | 75 - 68                | 63 – 90            | —                  |

#### Gruppo E
| Pos. | Squadra              | Pt | G | V | P | PF  | PS  | DP   |
| ---- | -------------------- | -- | - | - | - | --- | --- | ---- |
| 1.   | Francia              | 12 | 6 | 6 | 0 | 479 | 377 | +102 |
| 2.   | Russia               | 9  | 6 | 3 | 3 | 458 | 428 | +30  |
| 3.   | Bosnia ed Erzegovina | 8  | 6 | 2 | 4 | 400 | 481 | -81  |
| 4.   | Belgio               | 7  | 6 | 1 | 5 | 392 | 443 | -51  |

| Squadra              | Bosnia ed Erzegovina (bandiera) | Belgio (bandiera) | Francia (bandiera) | Russia (bandiera) |
| -------------------- | ------------------------------- | ----------------- | ------------------ | ----------------- |
| Bosnia ed Erzegovina | —                               | 72 – 70           | 52 – 102           | 81 - 76           |
| Belgio               | 79 – 77                         | —                 | 59 - 70            | 66 – 84           |
| Francia              | 84 - 65                         | 64 – 49           | —                  | 75 – 74           |
| Russia               | 70 – 53                         | 76 - 69           | 78 – 84            | —                 |

#### Gruppo F
| Pos. | Squadra   | Pt | G | V | P | PF  | PS  | DP  |
| ---- | --------- | -- | - | - | - | --- | --- | --- |
| 1.   | Rep. Ceca | 11 | 6 | 5 | 1 | 464 | 425 | +39 |
| 2.   | Finlandia | 9  | 6 | 3 | 3 | 453 | 449 | +4  |
| 3.   | Bulgaria  | 8  | 6 | 2 | 4 | 466 | 476 | -10 |
| 4.   | Islanda   | 8  | 6 | 2 | 4 | 463 | 496 | -33 |

| Squadra   | Bulgaria (bandiera) | Rep. Ceca (bandiera) | Islanda (bandiera) | Finlandia (bandiera) |
| --------- | ------------------- | -------------------- | ------------------ | -------------------- |
| Bulgaria  | —                   | 76 – 78              | 88 – 86            | 80 – 82              |
| Rep. Ceca | 81 – 75             | —                    | 89 – 69            | 77 – 73              |
| Islanda   | 74 – 77             | 76 – 75              | —                  | 81 – 76              |
| Finlandia | 75 – 70             | 56 – 64              | 91 – 77            | —                    |

#### Gruppo G
| Pos. | Squadra  | Pt | G | V | P | PF  | PS  | DP   |
| ---- | -------- | -- | - | - | - | --- | --- | ---- |
| 1.   | Germania | 12 | 6 | 6 | 0 | 508 | 414 | +94  |
| 2.   | Serbia   | 10 | 6 | 4 | 2 | 514 | 449 | +65  |
| 3.   | Georgia  | 8  | 6 | 2 | 4 | 460 | 495 | -35  |
| 4.   | Austria  | 6  | 6 | 0 | 6 | 394 | 518 | -124 |

| Squadra  | Germania (bandiera) | Serbia (bandiera) | Austria (bandiera) | Georgia (bandiera) |
| -------- | ------------------- | ----------------- | ------------------ | ------------------ |
| Germania | —                   | 79 – 74           | 85 – 63            | 79 - 70            |
| Serbia   | 81 – 88             | —                 | 85 - 64            | 105 - 87           |
| Austria  | 49 - 90             | 81 – 82           | —                  | 64 – 78            |
| Georgia  | 77 – 87             | 50 – 87           | 98 – 73            | —                  |

#### Gruppo H
| Pos. | Squadra       | Pt | G | V | P | PF  | PS  | DP  |
| ---- | ------------- | -- | - | - | - | --- | --- | --- |
| 1.   | Grecia        | 12 | 6 | 6 | 0 | 513 | 432 | +81 |
| 2.   | Israele       | 9  | 6 | 3 | 3 | 438 | 458 | -20 |
| 3.   | Estonia       | 8  | 6 | 2 | 4 | 415 | 459 | -44 |
| 4.   | Gran Bretagna | 7  | 6 | 1 | 5 | 440 | 457 | -17 |

| Squadra       | Israele (bandiera) | Regno Unito (bandiera) | Grecia (bandiera) | Estonia (bandiera) |
| ------------- | ------------------ | ---------------------- | ----------------- | ------------------ |
| Israele       | —                  | 82 – 75                | 78 - 96           | 88 - 68            |
| Gran Bretagna | 59 – 67            | —                      | 92 - 95           | 74 – 65            |
| Grecia        | 82 - 61            | 75 – 70                | —                 | 87 – 75            |
| Estonia       | 78 – 62            | 73 - 70                | 56 – 78           | —                  |

### Secondo turno
I risultati in corsivo sono i risultati del primo turno di qualificazione.

#### Gruppo I
| Pos. | Squadra    | Pt | G  | V  | P | PF  | PS  | DP  |
| ---- | ---------- | -- | -- | -- | - | --- | --- | --- |
| 1.   | Spagna     | 22 | 12 | 10 | 2 | 927 | 848 | +79 |
| 2.   | Turchia    | 20 | 12 | 8  | 4 | 874 | 805 | +69 |
| 3.   | Montenegro | 19 | 12 | 7  | 5 | 918 | 901 | +17 |
| 4.   | Lettonia   | 19 | 12 | 7  | 5 | 943 | 914 | +29 |
| 5.   | Ucraina    | 17 | 12 | 5  | 7 | 908 | 892 | +16 |
| 6.   | Slovenia   | 15 | 12 | 3  | 9 | 909 | 988 | -79 |

| Squadra    | Lettonia (bandiera) | Montenegro (bandiera) | Slovenia (bandiera) | Spagna (bandiera) | Turchia (bandiera) | Ucraina (bandiera) |
| ---------- | ------------------- | --------------------- | ------------------- | ----------------- | ------------------ | ------------------ |
| Lettonia   | —                   | 75-84                 | 85-74               | 62-67             | 79-70              | 68-82              |
| Montenegro | 74-80               | —                     | 63-75               | 66-79             | 71-66              | 90-84              |
| Slovenia   | 77-82               | 74-87                 | —                   | 72-83             | 77-86              | 85-84              |
| Spagna     | 85-82               | 79-67                 | 92-84               | —                 | 74-58              | 72-68              |
| Turchia    | 85-73               | 79-69                 | 77-58               | 71-67             | —                  | 80-66              |
| Ucraina    | 71-93               | 74-76                 | 82-54               | 76-65             | 60-67              | —                  |

#### Gruppo J
| Pos. | Squadra     | Pt | G  | V  | P | PF  | PS  | DP   |
| ---- | ----------- | -- | -- | -- | - | --- | --- | ---- |
| 1.   | Lituania    | 23 | 12 | 11 | 1 | 999 | 802 | +197 |
| 2.   | Italia      | 20 | 12 | 8  | 4 | 940 | 836 | +104 |
| 3.   | Polonia     | 20 | 12 | 8  | 4 | 958 | 886 | +72  |
| 4.   | Ungheria    | 18 | 12 | 6  | 6 | 836 | 849 | -13  |
| 5.   | Croazia     | 16 | 12 | 4  | 8 | 858 | 891 | -33  |
| 6.   | Paesi Bassi | 15 | 12 | 3  | 9 | 895 | 944 | -49  |

| Squadra     | Croazia (bandiera) | Italia (bandiera) | Lituania (bandiera) | Paesi Bassi (bandiera) | Polonia (bandiera) | Ungheria (bandiera) |
| ----------- | ------------------ | ----------------- | ------------------- | ---------------------- | ------------------ | ------------------- |
| Croazia     | —                  | 64-80             | 83-84               | 82-78                  | 69-77              | 74-69               |
| Italia      | 72-78              | —                 | 70-65               | 80-62                  | 101-82             | 75-41               |
| Lituania    | 79-62              | 86-73             | —                   | 95-93                  | 75-55              | 80-75               |
| Paesi Bassi | 68-61              | 81-66             | 69-78               | —                      | 78-105             | 59-74               |
| Polonia     | 79-74              | 94-78             | 61-79               | 85-76                  | —                  | 70-60               |
| Ungheria    | 84-65              | 63-69             | 50-73               | 91-86                  | 64-57              | —                   |

#### Gruppo K
| Pos. | Squadra              | Pt | G  | V  | P | PF  | PS  | DP   |
| ---- | -------------------- | -- | -- | -- | - | --- | --- | ---- |
| 1.   | Francia              | 22 | 12 | 10 | 2 | 937 | 778 | +159 |
| 2.   | Russia               | 20 | 12 | 8  | 4 | 966 | 853 | +113 |
| 3.   | Rep. Ceca            | 20 | 12 | 8  | 4 | 890 | 889 | +1   |
| 4.   | Finlandia            | 18 | 12 | 6  | 6 | 913 | 927 | -14  |
| 5.   | Bulgaria             | 16 | 12 | 4  | 8 | 882 | 971 | -89  |
| 6.   | Bosnia ed Erzegovina | 15 | 12 | 3  | 9 | 871 | 957 | -86  |

| Squadra              | Bosnia ed Erzegovina (bandiera) | Bulgaria (bandiera) | Finlandia (bandiera) | Francia (bandiera) | Rep. Ceca (bandiera) | Russia (bandiera) |
| -------------------- | ------------------------------- | ------------------- | -------------------- | ------------------ | -------------------- | ----------------- |
| Bosnia ed Erzegovina | —                               | 87-67               | 77-81                | 52-102             | 80-85                | 81-76             |
| Bulgaria             | 89-82                           | —                   | 80-82                | 74-68              | 76-78                | 60-104            |
| Finlandia            | 85-81                           | 75-70               | —                    | 76-69              | 56-64                | 75-77             |
| Francia              | 84-65                           | 77-53               | 83-67                | —                  | 82-66                | 75-74             |
| Rep. Ceca            | 69-64                           | 81-75               | 77-73                | 65-79              | —                    | 80-78             |
| Russia               | 70-53                           | 77-73               | 91-76                | 78-84              | 81-61                | —                 |

#### Gruppo L
| Pos. | Squadra  | Pt | G  | V  | P | PF   | PS  | DP   |
| ---- | -------- | -- | -- | -- | - | ---- | --- | ---- |
| 1.   | Grecia   | 23 | 12 | 11 | 1 | 972  | 880 | +92  |
| 2.   | Germania | 21 | 12 | 9  | 3 | 1017 | 867 | +150 |
| 3.   | Serbia   | 19 | 12 | 7  | 5 | 993  | 875 | +118 |
| 4.   | Georgia  | 17 | 12 | 5  | 7 | 927  | 968 | -41  |
| 5.   | Israele  | 17 | 12 | 5  | 7 | 925  | 974 | -49  |
| 6.   | Estonia  | 16 | 12 | 4  | 8 | 821  | 950 | -129 |

| Squadra  | Estonia (bandiera) | Georgia (bandiera) | Germania (bandiera) | Grecia (bandiera) | Israele (bandiera) | Serbia (bandiera) |
| -------- | ------------------ | ------------------ | ------------------- | ----------------- | ------------------ | ----------------- |
| Estonia  | —                  | 73-80              | 43-86               | 56-78             | 78-62              | 71-70             |
| Georgia  | 77-84              | —                  | 77-87               | 85-86             | 71-69              | 50-87             |
| Germania | 87-70              | 79-70              | —                   | 63-69             | 112-98             | 79-74             |
| Grecia   | 87-75              | 81-69              | 92-84               | —                 | 82-61              | 70-63             |
| Israele  | 88-68              | 80-85              | 81-77               | 78-96             | —                  | 83-74             |
| Serbia   | 91-65              | 105-87             | 81-88               | 84-61             | 97-76              | —                 |